# Gürcülü-Mausoleum
Das Gürcülü-Mausoleum (eingedeutscht Gürtschülü) ist ein Baudenkmal aus dem 17. Jahrhundert. Es befindet sich im Dorf Gürcülü des Rayons Qubadlı von Aserbaidschan.

## Errichtung und architektonische Besonderheit
Das Mausoleum weist keine Inschriften auf, sie fehlen möglicherweise bereits bei der Errichtung, so dass die Forschung hauptsächlich architektonische Merkmale betrachtet. A. Salamzadeh sieht eines der wichtigsten architekturhistorischen Elemente in der Gestaltung des Eingangs als kleines Reliefportal. Dieser Ansatz ist typisch für die aserbaidschanischen Mausoleen des 17. Jahrhunderts. Die Form des Bogens, der das Portal abschließt, ist ebenfalls charakteristisch für diese Zeit.
Ein weiteres Merkmal ist der Übergang von seiner architektonischen Hauptmasse zum zeltförmigen Dach. Dem Architekten ist es gelungen, eine originelle trompenförmige Struktur zu schaffen, die auf der Form eines Stalaktiten basiert. Auf diese Weise gestaltete er den Übergang vom achteckigen Grundriss zum sechseckigen Zeltdach mit einem Ring. Er gestaltete den Eingang in Form einer niedrigen Tür und bewahrte damit die architektonischen Traditionen seiner Vorgänger.

## Gegenwart
Im Zuge des Ersten Bergkarabachkrieges (1992–1994) wurde das gesamte Gebiet des Rayon Qubadlı von armenischen Truppen besetzt. Das Gürcülü-Mausoleum wurde dabei stark beschädigt. Nach dem Krieg um Bergkarabach 2020 und der Unterzeichnung des trilateralen Waffenstillstandsabkommens vom 10. November 2020 erfolgte die Rückgabe des Dorfes Gürcülü an Aserbaidschan. Vom Mausoleum wie vom Dorf blieben nur Ruinen übrig.